# TOI-178
Désignations
TOI-178 est un système planétaire de la constellation du Sculpteur, le premier au sein duquel deux planètes sont potentiellement co-orbitales. Le système semble posséder en outre une chaîne de résonance orbitale pour cinq de ses planètes. À l'exception de la planète la plus proche de l'étoile, les autres seraient ainsi verrouillées dans une chaîne de résonance 18:9:6:4:3,.
Le système est distant de ∼ 205 a.l. (∼ 62,9 pc) de la Terre.

## Structure et membres

### L'étoile
L'étoile TOI-178 est une étoile de type K.

### TOI-178 g

#### TOI-178.02
Initialement, trois transits séparés de 10,35 jours furent identifiés comme appartenant potentiellement à une même planète, désignée provisoirement TOI-178.02. Les données montraient alors que cette planète était potentiellement coorbitale (troyen ou orbite en fer à cheval) de TOI-178.03 (désormais TOI-178 e). Cependant, les observations ultérieures montrèrent que le deuxième transit n'appartenait pas à la même planète que le premier et le troisième. Ces deux derniers s'avérèrent correspondre à une planète de période double, TOI-178 g, tandis que l'autre transit appartenait à la nouvelle planète TOI-178 f.